# Stowell (Somerset)
Stowell – wieś w Anglii, w Somerset, w dystrykcie (unitary authority) Somerset, w civil parish Charlton Horethorne. W 1931 roku civil parish liczyła 73 mieszkańców. Stowell jest wspomniana w Domesday Book (1086) jako Stanwelle/Estanwella.